# Oskar Krantz
Oskar Krantz, född 25 april 1880 i Bäckseda församling, Jönköpings län, död 1951 i Vetlanda, var en svensk möbelsnickare och målare.
Krantz var i stort sett autodidakt som konstnär, han började måla i unga år och fortsatte på fritiden vid sidan av sitt arbete vid en möbelfabrik i Vetlanda. Vid femtioårsåldern slutade han sitt arbete vid fabriken för att bli konstnär på heltid. Separat ställde han ut i Vetlanda 1932, och han medverkade i samlingsutställningar med lokala konstföreningar. En minnesutställning med hans konst sattes samman 1952 av Vetlandaortens konstförening. 